# Budy Kupientyńskie
Budy Kupientyńskie [ˈbudɨ kupjɛnˈtɨɲskʲɛ] est un village polonais de la gmina de Sokołów Podlaski dans le powiat de Sokołów et dans la voïvodie de Mazovie, au centre-est de la Pologne.
Il est situé à environ 5 kilomètres au nord de Sokołów Podlaski et à 88 kilomètres à l'est de Varsovie.